# Дохід
Дохі́д (англ. income) — 1. Гроші або матеріальні цінності, одержувані державою, юридичною та фізичною особою внаслідок будь-якої діяльності (виробничої, комерційної, посередницької і т. ін.) за певний період часу.
2. Прирощення вартості підприємства за рахунок продажу товарів і послуг.
Дохід — це очікувана властивість об'єкта, яка є мотивом створення, виробництва, володіння, використання цього об'єкта. У побутовому використанні цей термін перекликається із терміном «оцінка», який у фінансах означає процес визначення ціни фінансового контракту. Фінансові контракти — це документи, які містять документальне чи електронне підтвердження боргового зобов'язання, права власності на акції, гарантії.
3. Для цілей бухгалтерського обліку доходами є збільшення економічних вигод у вигляді надходження активів або зменшення зобов'язань, які призводять до зростання власного капіталу (за винятком зростання капіталу за рахунок внесків власників).
4. Це певна сума грошей, яку отримує фірма внаслідок продажу товарів і послуг.